# Boulevard Périphérique (Lyon)

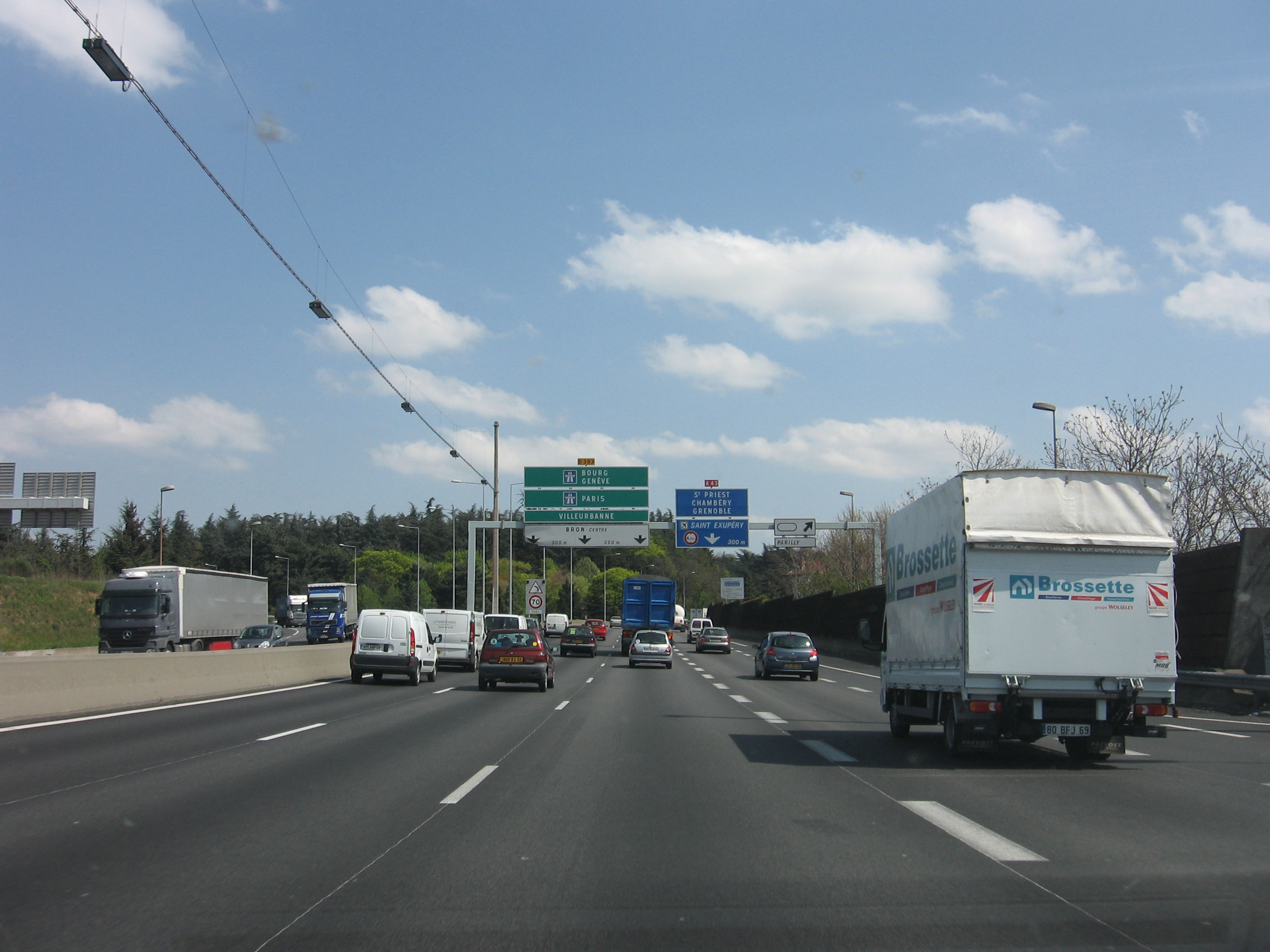
D383, het oostelijke deel van de rondweg

De Boulevard Périphérique van Lyon is een ringweg om de op een na grootste stad van Frankrijk. Het eerste deel werd in 1958 geopend. 
De ringweg telt 16 toegangspunten (porte genoemd) en is deels ingericht als tolweg, namelijk het noordelijke deel tussen porte de Vaise en porte de Saint-Clair (tunnel de Caluire).

## Wegsecties
- West: M6 / M7
- Oost: D383 (tot 2005 de N383 genoemd)

## Milieuvignet
Het Frans milieuvignet Crit'Air is verplicht op deze weg. Doorgaand verkeer langs Lyon zonder vignet is aangewezen op de A46, de grote oostelijke ring rond Lyon.